# Bahía Inútil (comuna)
Bahía Inútil fue una de las comunas que integró el antiguo departamento de Tierra del Fuego, en la provincia de Magallanes.
En 1930, de acuerdo al censo de ese año, la comuna tenía una población de 565 habitantes. Su territorio fue organizado por Decreto con Fuerza de Ley N.º 8.583 del 30 de diciembre de 1927.

## Historia
La comuna fue creada por Decreto con Fuerza de Ley N.º 8.583 del 30 de diciembre de 1927.
El Decreto Ley N.º 2.868 del 26 de octubre de 1979, como parte del proceso de regionalización impulsado por la dictadura militar chilena, suprimió la comuna y creó en su lugar la comuna de Timaukel.